# Musique concrète
Musique concrète (čti myzik konkrét) je mezinárodně vžité francouzské označení pro tzv. konkrétní hudbu. Jakkoli ji lze historicky chápat do určité míry jako hudební směr, jedná se v podstatě spíše o druh způsobu vytváření hudby. Musique concrète vznikla jako prostředek, sloužící rozvoji zvukových charakteristik hudby. Na rozdíl od tradiční klasické vážné hudby, kde je základem pro realizaci (abstrakci) hudební myšlenky notace, je základem pro konkrétní hudbu "konkrétní" zvuk, se kterým je dále pracováno za použití nejrůznějších technik tak, aby odpovídal zamýšlenému charakteru v dané kompozici.

## Představitelé
Zakladatelem "musique concrète" byl francouzský skladatel Pierre Schaeffer, průkopníky byli též Edgard Varèse a Iannis Xenakis. Další skladatelé, kteří se podíleli na jejím rozvoji:
- Francis Dhomont
- Luc Ferrari
- Pierre Henry
- Bernard Parmegiani
- Steve Reich
- Frank Zappa
- Yoko Ono
- The Beatles (Revolution 9)

## Současný výklad termínu
Stejně jako v případě elektronické či elektroakustické hudby je v současné době termín "konkrétní hudba" chápán nejednotně, a to buď jako
- název hudebního směru, založeného Schaefferem
- hudba vzniklá na základě užití jiných, než nástrojových technik či
- hudba, vytvářená mimo zvuky tzv. "reálného světa" nebo bývá také
- dosti rozšířeným pokusem definovat z nedostatku jiné terminologie nové směry hudební produkce a výrazu